# Rik Van Looy

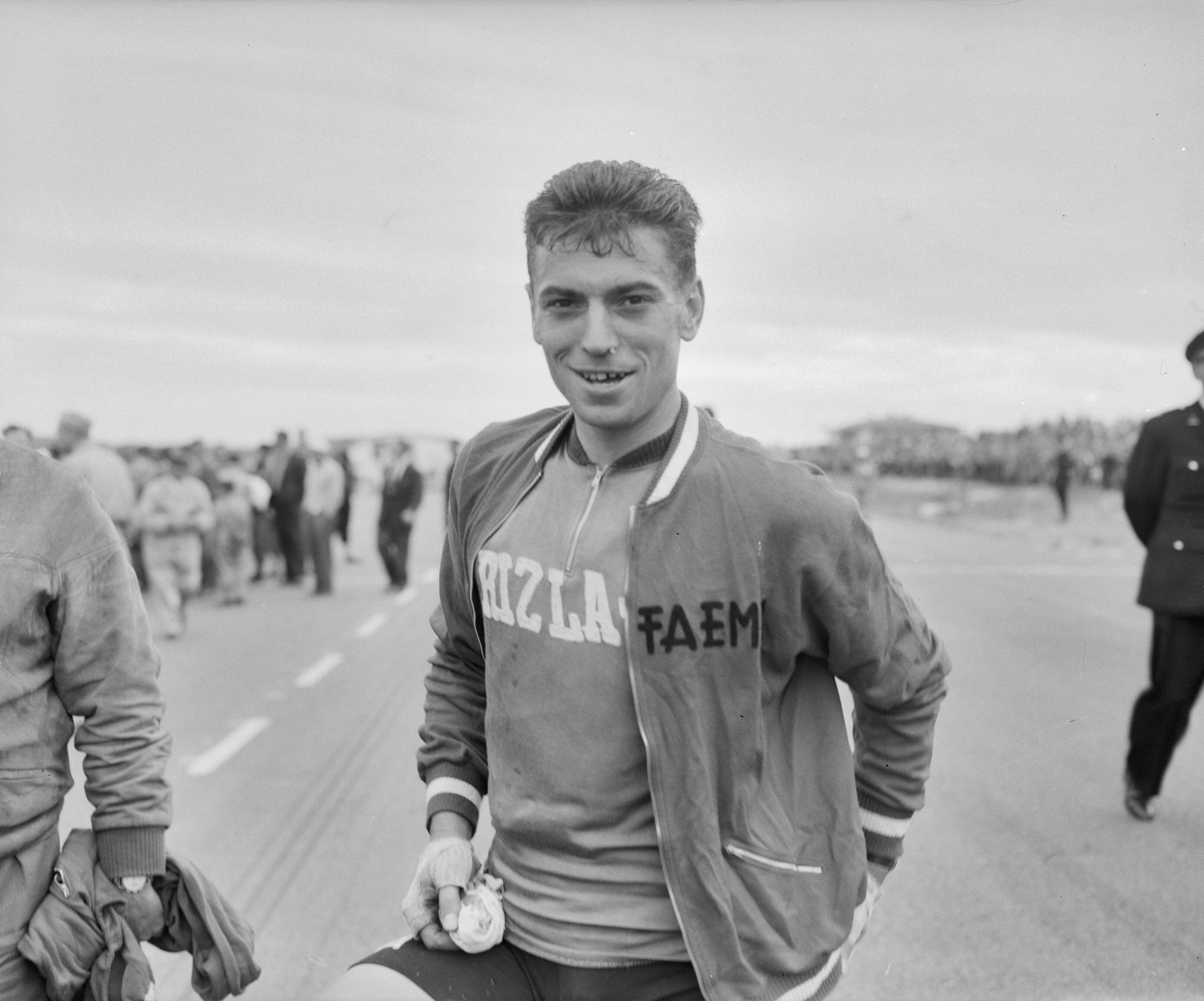
Rik Van Loyy efter vinsten av etapp tre i Nederländerna runt 1956.

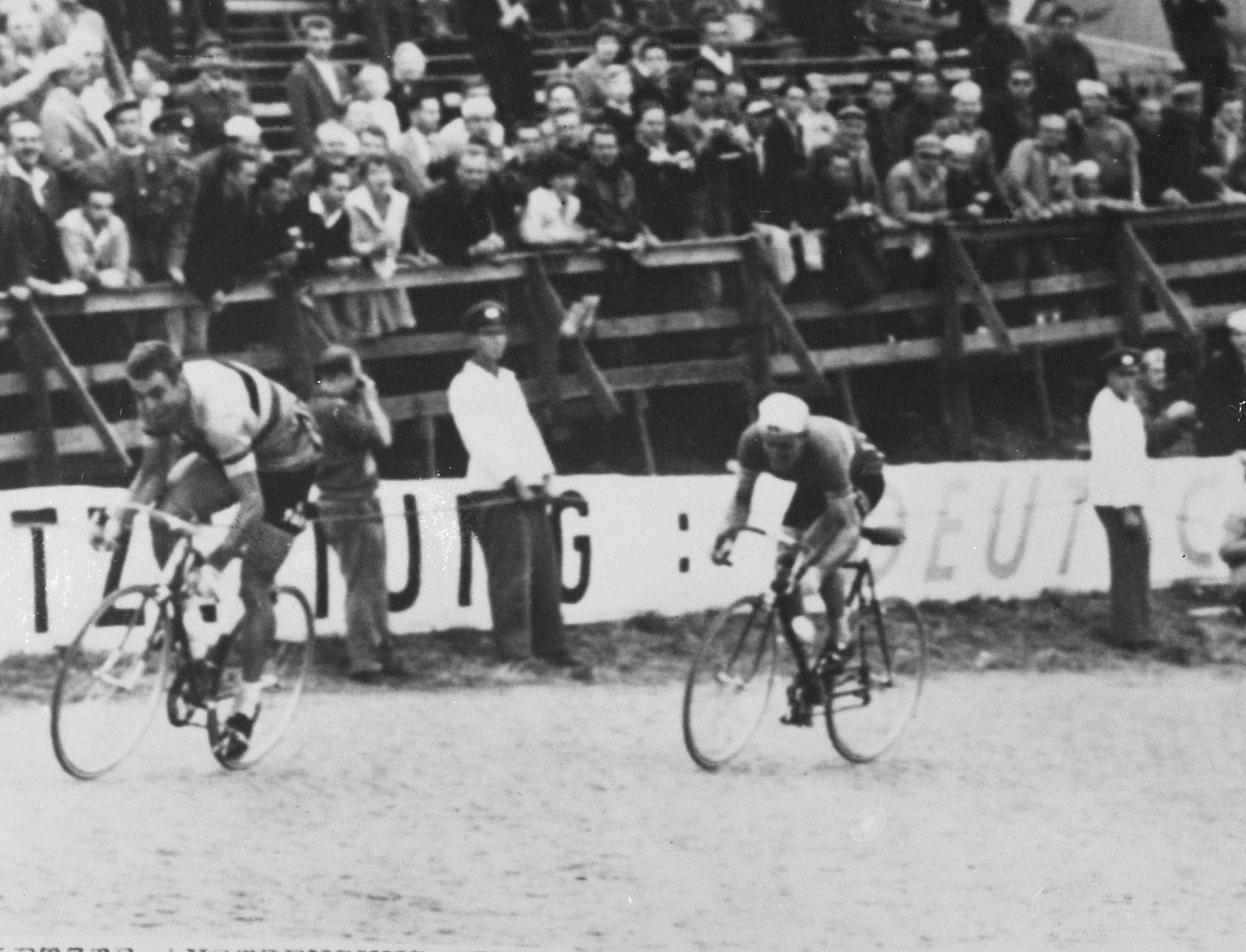
Den blivande världsmästaren före den blivande silvermedaljören André Darrigade 1960.

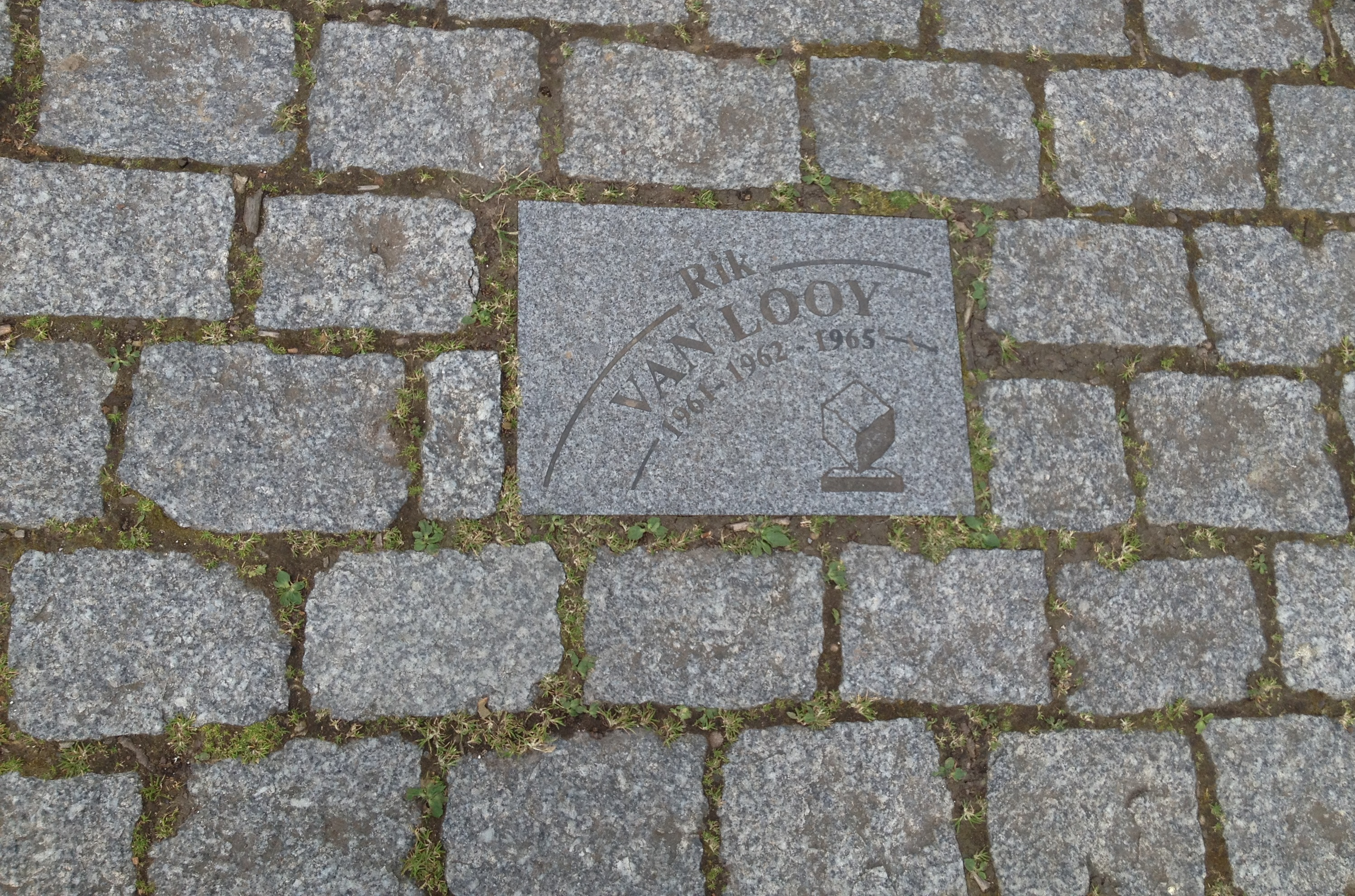
Van Looys sten på Espace Charles Crupelandt i Roubaix - vinnare 1961, 1962 och 1965.

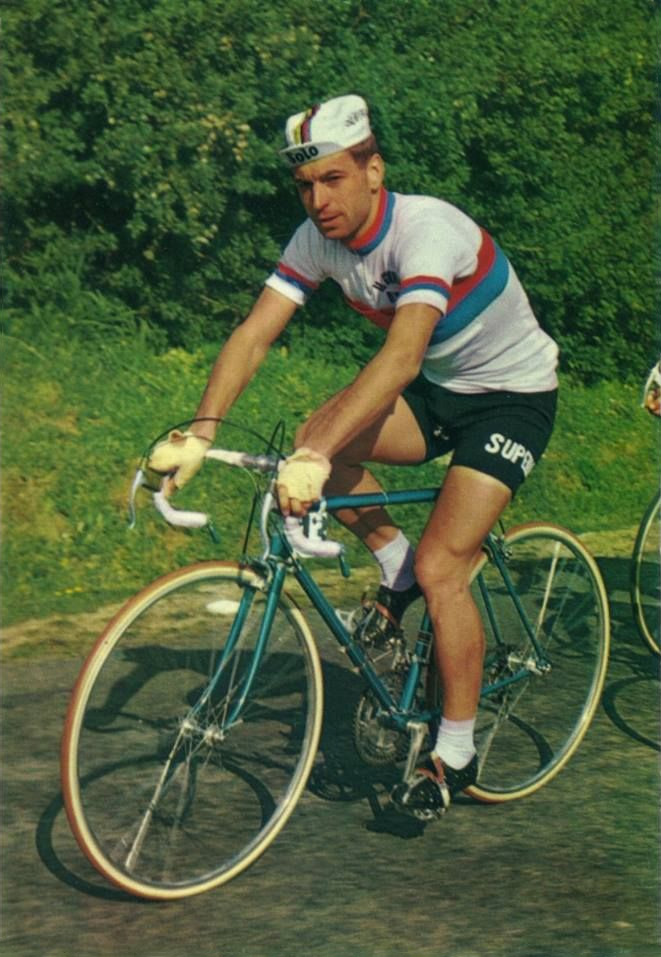
Van Looy iklädd Giro di Sardegnas ledartröja 1965.

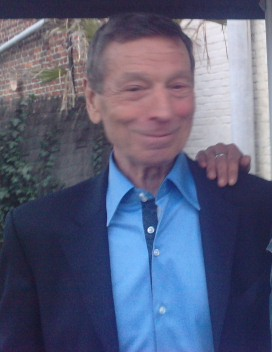
Rik Van Looy 2010.

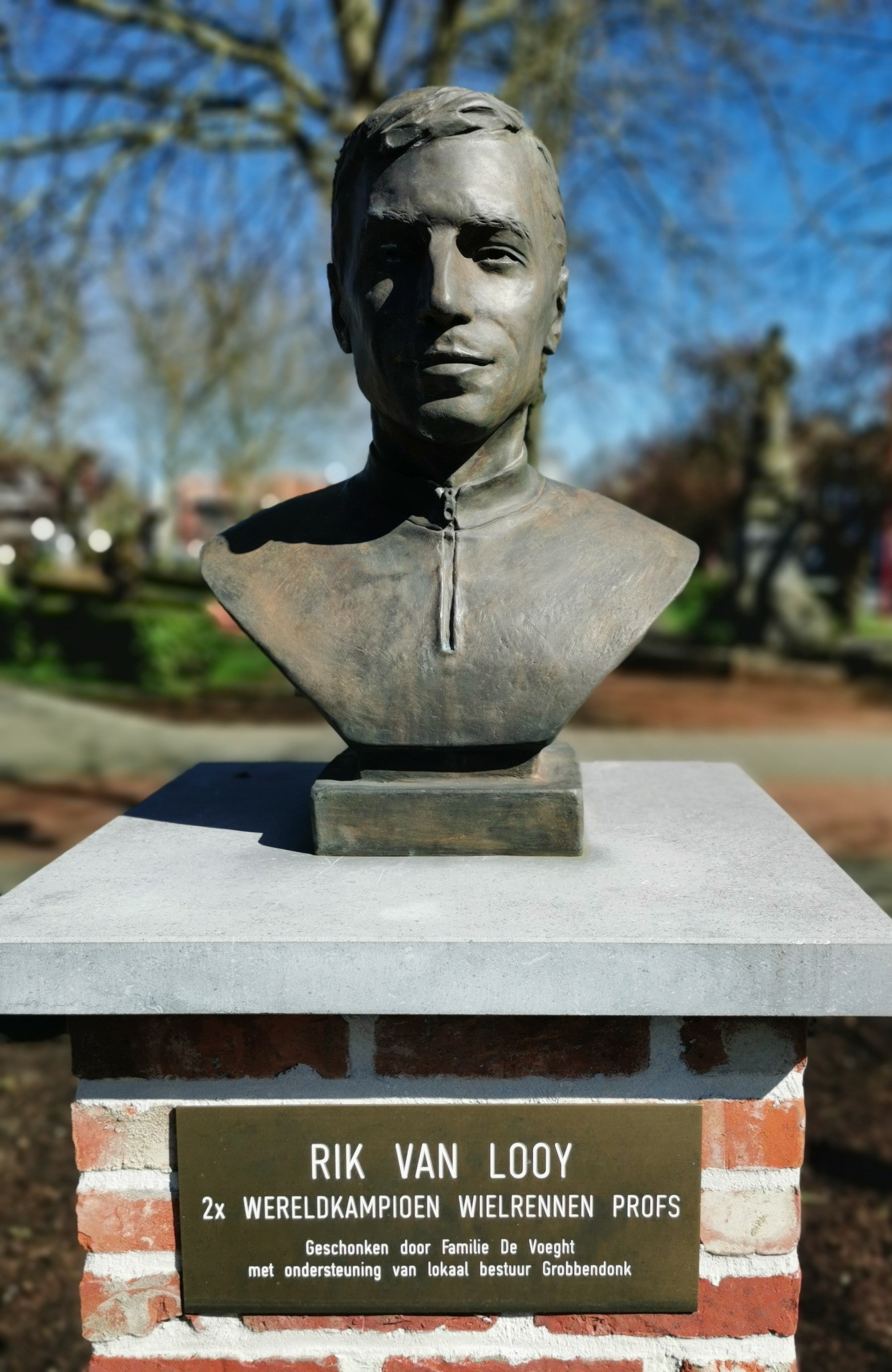
Byst av Van Looy i Grobbendonk.

Henri "Rik" Van Looy, född den 20 december 1933 i Grobbendonk, död den 17 december 2024 i Herentals, var en belgisk före detta professionell tävlingscyklist, aktiv under 1950- och 1960-talen, som främst är känd för sina resultat på landsväg, speciellt endagsklassiker, men som även nådde framgångar på bana.
Han blev 1961 den förste att ha vunnit alla fem Monumenten under sin karriär och totalt har han åtta monumentsegrar. Vidare blev han världsmästare i linjelopp två gånger (1960 och 1961) och olympisk mästare i linjelopp för lag 1952 - trots att han bröt loppet (de övriga tre belgarna blev 1:a, 2:a respektive 4:a).
Van Looy vann även poängtävlingen i såväl Tour de France (1963) som Giro d'Italia (1960) och i Vuelta a España vann han bergspristävlingen två gånger (1959 och 1965). Totalt tog han 37 etappsegrar i Grand tours och hans bästa totalplaceringar blev två tredjeplatser i Vueltan (1959 och 1965) och en fjärdeplats i Girot (1959).
Rik Van Looy är den ende som vunnit alla de "ursprungliga åtta klassikerna" (de fem Monumenten plus Paris-Tours, Paris-Bryssel och Vallonska pilen) och, tillsammans med Tom Boonen, är han en av de två som vunnit alla "gatstensklassikerna" (Paris-Roubaix, Paris-Tours och Vallonska pilen) samma säsong. Det enda dåtida nordvästeuropeiska endagslopp "av värde" han aldrig vann var Omloop Het Volk där han, som bäst, "bara" blev tvåa (1958).

## Meriter

### Landsväg
1952
Vinnare  linjelopp för lag vid Olympiska spelen
Vinnare  linjelopp vid Belgiska mästerskapen för amatörer
Vinnare Omloop der Vlaamse Gewesten
2:a Bryssel-Opwijk
1953
Vinnare  linjelopp vid Belgiska mästerskapen för amatörer
Vinnare Ronde van Midden-Nederland
Vinnare Grote Prijs Heist-op-den-Berg
Vinnare Omloop Het Volk - U23
Vinnare etapp 5 Österrike runt
3:a  linjelopp för amatörer vid Världsmästerskapen i landsvägscykling
1954
Vinnare Roubaix-Huy
Vinnare etapp 3a Driedaagse van Antwerpen
Vinnare Berchem
2:a totalt Belgien runt
1955
Vinnare Omloop van Oost-Vlaanderen
2:a Heistse Pijl
3:a Omloop van Midden-België
1956
Vinnare  linjelopp för klubblag vid Belgiska mästerskapen
Vinnare  totalt Nederländerna runt
Vinnare etapperna 3, 4b och 6
Vinnare totalt Driedaagse van Antwerpen
Vinnare etapperna 2a och 2b
Vinnare Gent-Wevelgem
Vinnare Paris-Bryssel
Vinnare Scheldeprijs
Vinnare De Drie Zustersteden
Vinnare Vijfbergenomloop
Vinnare GP van Brasschaat
2:a  i linjelopp vid Världsmästerskapen i landsvägscykling
2:a Nationale Sluitingsprijs
2:a Heistse Pijl
2:a Omloop van de Fruitstreek
1957
Vinnare  totalt Nederländerna runt
Vinnare etapperna 2, 3a, 3b och 6a
Vinnare Gent-Wevelgem
Vinnare Scheldeprijs
Vinnare Coppa Bernocchi
Vinnare Schaal Sels-Merksem
Vinnare Omloop van Oost-Vlaanderen
Vinnare GP Roeselare
Vinnare GP van Brasschaat
Vinnare etapp 5 Roma-Napoli-Roma
Driedaagse van Antwerpen
Vinnare etapperna 3a och 3b
2:a Sassari–Cagliari
2:a Circuit des Trois Provinces
2:a Omloop van Midden-België
3:a Omloop van het Houtland
1958
Belgiska mästerskapen
Vinnare  linjelopp
Vinnare  linjelopp för klubblag
Vinnare Milano-Sanremo
Vinnare Coppa Bernocchi
Vinnare Milano–Mantova
Vinnare Paris-Bryssel
Vinnare GP Dr. Eugeen Roggeman
Vuelta a España
Vinnare etapperna 4, 5b, 6, 9 och 10
Vuelta a Levante
Vinnare etapperna 1, 3 (TTT), 4 och 8
Vinnare etapp 2b Grand Prix Marvan
2:a totalt Driedaagse van Antwerpen
Vinnare etapp 3
2:a Gent-Wevelgem
2:a Omloop Het Volk
3:a totalt Giro di Sardegna
Vinnare etapp 3
3:a Paris-Roubaix
3:a Giro di Sardegna
3:a Nationale Sluitingsprijs
1959
Vinnare  totalt Giro di Sardegna
Vinnare etapperna 2, 4 och 6
Vinnare  totalt Vuelta a Levante
Vinnare etapperna 2, 6, och 7
Vinnare  Kampioenschap van Vlaanderen
Vinnare Flandern runt
Vinnare Giro di Lombardia
Vinnare Paris-Tours
Vinnare Volta a la Comunitat Valenciana
Vinnare GP Stad Vilvoorde
Vinnare Tielt-Antwerpen-Tielt
3:a totalt Vuelta a España
Vinnare  av poängtävlingen
Vinnare etapperna 1b, 8, 9 och 11
3:a totalt Super Prestige Pernod
4:a totalt Giro d'Italia
Vinnare etapperna 1, 5, 11 och 14
1960
Vinnare  i linjelopp vid Världsmästerskapen i landsvägscykling
Vinnare Ronde van Brabant
Paris-Nice
Vinnare  av poängtävlingen
Vinnare etapp 2 (TTT), 5 och 8b
Giro di Sardegna
Vinnare etapperna 4 och 5
Vinnare etapp 2a Driedaagse van Antwerpen
2:a Sassari–Cagliari
2:a Weekend ardennais
3:a Flandern runt
3:a Critérium des As
4:a totalt Giro d'Italia
Vinnare  av bergspristävlingen
Vinnare etapperna 7b, 8 och 11
1961
Vinnare  i linjelopp vid Världsmästerskapen i landsvägscykling
Vinnare  totalt Belgien runt
Vinnare etapperna 4a och 4b
Vinnare totalt Weekend ardennais
Paris-Nice
Vinnare  av poängtävlingen
Vinnare etapperna 7 och 8
Giro di Sardegna
Vinnare etapperna 2 och 6
Vinnare Paris-Roubaix
Vinnare Liège-Bastogne-Liège
Vinnare Critérium des As
Vinnare Bol d'Or des Monédières
Vinnare Heusden Koers
2:a Milano-Sanremo
3:a totalt Super Prestige Pernod
7:a totalt Giro d'Italia
Vinnare etapperna 13, 15 och 17
1962
Vinnare  totalt Giro di Sardegna
Vinnare etapperna 3 och 5b
Giro d'Italia
Vinnare etapperna 9 och 11
Paris-Nice
Vinnare  av poängtävlingen
Vinnare etapperna 7b och 9b
Belgien runt
Vinnare  av poängtävlingen
Vinnare etapperna 3 och 4a (TTT)
Vinnare Gent-Wevelgem
Vinnare Flandern runt
Vinnare Paris-Roubaix
Vinnare Critérium de Boulogne-sur-Mer
Vinnare Textielprijs Vichte
Vinnare Memorial Fred De Bruyne
Vinnare etapp 2b (TTT) Tour de France
Vinnare Grand Prix du Parisien (TTT)
2:a Schelde-Dender-Leie
3:a Eschborn-Frankfurt
3:a Omloop van Oost-Vlaanderen
1963
Vinnare  i linjelopp vid Belgiska mästerskapen
Vinnare Circuit de l'Aulne
Vinnare Omloop der Vlaamse Gewesten
Critérium du Dauphiné Libéré
Vinnare etapperna 2 och 5
2:a totalt Giro di Sardegna
Vinnare etapp 4
2:a  i linjelopp vid Världsmästerskapen i landsvägscykling
2:a Paris-Roubaix
3:a totalt Paris-Nice
Vinnare  av poängtävlingen
Vinnare etapperna 1, 4 och 8
3:a Critérium des As
10:a totalt Tour de France
Vinnare  av poängtävlingen
 utsedd till loppets mest offensive deltagare
Vinnare etapperna 2, 8, 13 och 21
1964
Vinnare  totalt Paris-Luxembourg
Vinnare etapp 2
Vinnare Harelbeke-Antwerpen-Harelbeke
Vinnare Circuit de l'Aulne
Vinnare Bruxelles-Meulebeke
Vinnare Textielprijs Vichte
Vinnare etapp 2 Vuelta a España
Vinnare etapp 4b Critérium du Dauphiné Libéré
Vinnare etapp 4 Belgien runt
Vinnare etapp 4 Giro di Sardegna
2:a Paris-Bryssel
2:a Paris-Tours
2:a Kampioenschap van Vlaanderen
2:a Ronde van Brabant
3:a Gent-Wevelgem
1965
Vinnare  totalt Giro di Sardegna
Vinnare etapperna 1, 3, 4, 5 och 6
Vinnare Harelbeke-Antwerpen-Harelbeke
Vinnare Paris-Roubaix
Vinnare Elfstedenronde
Vinnare GP Alghero
Vinnare Bruxelles-Meulebeke
Vinnare Flèche Enghiennoise
Vinnare Grote Prijs Beeckman-De Caluwé
Vinnare Heusden Koers
Tour de Luxembourg
Vinnare etapperna 1, 2b och 4
Tour de France
Vinnare etapperna 1 och 19
Vinnare etapp 4b Tour du Sud-Est
Vinnare etapp 2 Belgien runt
3:a totalt Vuelta a España
Vinnare  av poängtävlingen
Vinnare etapperna 1, 2, 7, 9, 12, 14, 15 och 17
Innehade  efter etapperna 1a och 1b
3:a Liederkerkse Pijl
1966
Vinnare Harelbeke-Antwerpen-Harelbeke
Vinnare Omloop van de Fruitstreek
Vinnare etapp 4 Paris-Nice
Vinnare etapp 2 Belgien runt
Vinnare etapp 3 Tour de Luxembourg
2:a Paris-Tours
2:a Omloop van Midden-België
3:a totalt Nederländerna runt
Vinnare etapp 2
3:a Paris-Bryssel
1967
Vinnare Paris-Tours
Vinnare Omloop van de Fruitstreek
Vinnare GP Briek Schotte
Vinnare etapp 5 Tour de France
Vinnare etapp 2 Giro di Sardegna
Vinnare etapp 4 Paris-Nice
Vinnare  av poängtävlingen i Belgien runt
2:a Paris-Roubaix
2:a Omloop van het Houtland
2:a Flèche Enghiennoise
2:a Wezembeek-Oppem
2:a Trofee Luc Van Biesen
1968
Vinnare Vallonska pilen
Vinnare Seraing-Aachen-Seraing
Vinnare Rotheux-Aix-Rotheux
Vinnare Critérium de Boulogne-sur-Mer
2:a Flèche Enghiennoise
3:a Kampioenschap van Vlaanderen
3:a Bryssel-Ingooigem
1969
Vinnare etapp 4 Tour de France
Vinnare E3 Prijs Vlaanderen
Vinnare Omloop van de Grensstreek (Ledegem)
Vinnare Omloop der Zennevallei
Vinnare Grote Prijs Heist-op-den-Berg
Vinnare GP Briek Schotte
1970
Vinnare Kessel-Lier

### Bana
Madison
 2:a vid Europamästerskapen 1962 (med Peter Post)
 Belgisk mästare (med Patrick Sercu) 1969
Derny
 3:a vid Europamästerkapen 1962
Sexdagarslopp - vinster
Bryssels sexdagars 1957 (med Willy Vannitsen), 1961 (med Peter Post)
Gents sexdagars 1958 (med Reginald Arnold), 1960 (med Post), 1961 (med Post)
Berlins sexdagars 1960 (med Post), 1962 (med Post)
Antwerpens sexdagars 1961 (med Post och Vannitsen), 1962 (med Post och Oscar Plattner), 1969 (med Post och Patrick Sercu)
Kölns sexdagars 1961 (med Post)
Dortmunds sexdagars 1962 (med Post)